# Túnel de la Calle 60
El túnel de la Calle 60 es transitada por los trenes de los servicios N, R y W del metro de la ciudad de Nueva York bajo el East River y Roosevelt Island entre Manhattan Queens.
El túnel fue construido como parte de los contratos Dual durante la construcción del metro de Nueva York.  El plan original proveído para las vías sobre el puente Queensboro, en la cual se extiende desde el East River en la calle 59 de Manhattan hacia Queens Plaza en Queens.  Sin embargo, sin embargo se determinó que el puente no podría manejar el peso adicional de los trenes del metro; así que, el túnel fue construido hacia el norte. 